# Kargowa (gmina)
Kargowa – gmina miejsko-wiejska w województwie lubuskim, w powiecie zielonogórskim. W latach 1975–1998 gmina położona była w województwie zielonogórskim.
Siedziba gminy to Kargowa.
Według danych z 30 czerwca 2004 gminę zamieszkiwały 5782 osoby. Natomiast według danych z 31 grudnia 2019 roku gminę zamieszkiwało 5821 osób.

## Struktura powierzchni
Według danych z roku 2002 gmina Kargowa ma obszar 128,47 km², w tym:
- użytki rolne: 42%
- użytki leśne: 49%

Gmina stanowi 8,18% powierzchni powiatu.

## Demografia

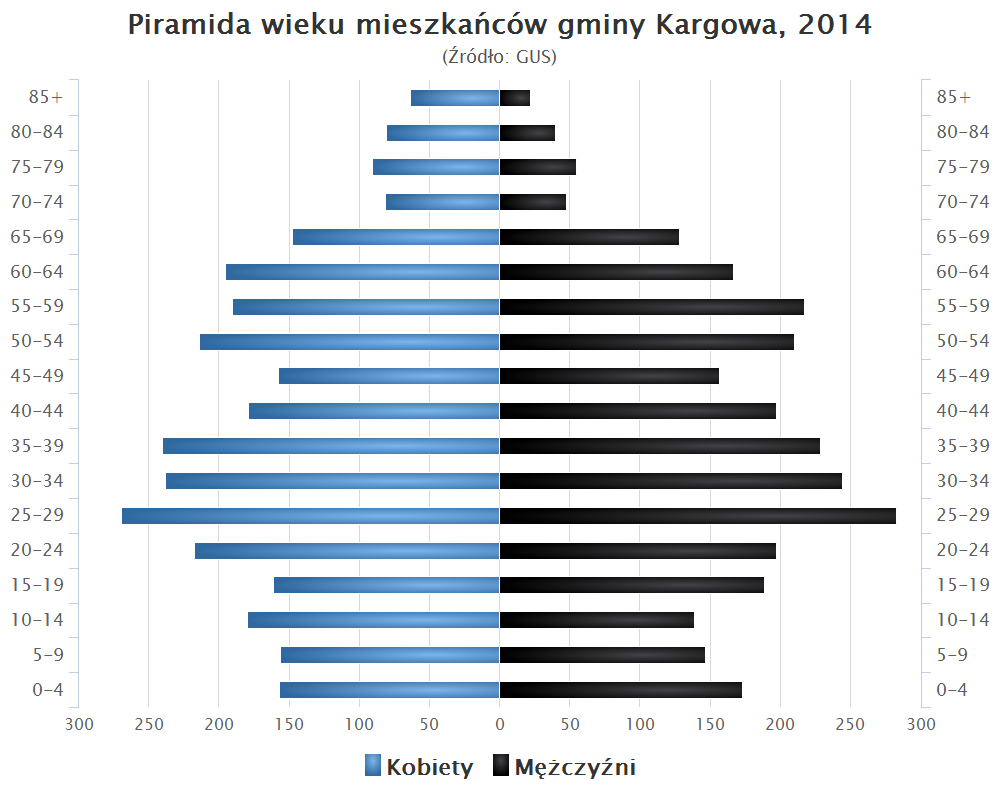
Piramida wieku mieszkańców gminy Kargowa w 2014 roku

Dane z 30 czerwca 2004:
| Opis                              | Ogółem | Ogółem | Kobiety | Kobiety | Mężczyźni | Mężczyźni |
| --------------------------------- | ------ | ------ | ------- | ------- | --------- | --------- |
| jednostka                         | osób   | %      | osób    | %       | osób      | %         |
| populacja                         | 5782   | 100    | 2957    | 51,1    | 2825      | 48,9      |
| gęstość zaludnienia (mieszk./km²) | 45     | 45     | 23      | 23      | 22        | 22        |

## Sołectwa
Chwalim, Dąbrówka, Karszyn, Nowy Jaromierz, Obra Dolna, Smolno Małe, Smolno Wielkie, Stary Jaromierz, Wojnowo.
Miejscowości bez statusu sołectwa: Kaliska, Przeszkoda, Szarki.

## Sąsiednie gminy
Babimost, Bojadła, Kolsko, Siedlec, Sulechów, Trzebiechów, Wolsztyn